# NFL sezona 1958.
NFL sezona 1958. je 39. po redu sezona nacionalne lige američkog nogometa. 
Sezona je počela 28. rujna 1958. Utakmica za naslov prvaka NFL lige odigrana je 28. prosinca 1958. u New Yorku na Yankee Stadiumu. U njoj su se sastali pobjednici istočne konferencije New York Giantsi i pobjednici zapadne konferencije Baltimore Coltsi. Pobijedili su Coltsi rezultatom 23:17 i osvojili svoj prvi naslov prvaka NFL-a.

## Poredak po divizijama na kraju regularnog dijela sezone
| Istočna konferencija |     |     |     |      |     |     |
| Momčad               | Pob | Por | Ner | %    | P+  | P-  |
| New York Giants*     | 9   | 3   | 0   | 75,0 | 246 | 183 |
| Cleveland Browns     | 9   | 3   | 0   | 75,0 | 302 | 217 |
| Pittsburgh Steelers  | 7   | 4   | 1   | 63,6 | 261 | 230 |
| Washington Redskins  | 4   | 7   | 1   | 36,4 | 214 | 268 |
| Chicago Cardinals    | 2   | 9   | 1   | 18,2 | 261 | 356 |
| Philadelphia Eagles  | 2   | 9   | 1   | 18,2 | 235 | 306 |

| Zapadna konferencija |     |     |     |      |     |     |
| Momčad               | Pob | Por | Ner | %    | P+  | P-  |
| Baltimore Colts*     | 9   | 3   | 0   | 75,0 | 381 | 203 |
| Chicago Bears        | 8   | 4   | 0   | 66,7 | 298 | 230 |
| Los Angeles Rams     | 8   | 4   | 0   | 66,7 | 344 | 278 |
| San Francisco 49ers  | 6   | 6   | 0   | 50,0 | 257 | 324 |
| Detroit Lions        | 4   | 7   | 1   | 36,4 | 261 | 276 |
| Green Bay Packers    | 1   | 10  | 1   | 9,1  | 193 | 382 |

Napomena: * - pobjednici konferencije, % - postotak pobjeda, P± - postignuti/primljeni poeni

## Doigravanje za pobjednika Istočne konferencije
- 21. prosinca 1958. New York Giants - Cleveland Browns 10:0

### Prvenstvena utakmica NFL-a
- 28. prosinca 1958. Baltimore Colts - New York Giants 23:17

## Nagrade za sezonu 1958.
- Najkorisniji igrač (MVP) - Jim Brown, running back, Cleveland Browns
- Trener godine - Weeb Eubank, Baltimore Colts

## Statistika

### Statistika po igračima

#### U napadu
- Najviše jarda dodavanja: Billy Wade, Los Angeles Rams - 2875
- Najviše jarda probijanja: Jim Brown, Cleveland Browns - 1527
- Najviše uhvaćenih jarda dodavanja: Del Shofner, Los Angeles Rams - 1097

#### U obrani
- Najviše presječenih lopti: Jimmy Patton, New York Giants - 11

### Statistika po momčadima

#### U napadu
- Najviše postignutih poena: Baltimore Colts - 381 (31,8 po utakmici)
- Najviše ukupno osvojenih jarda: Baltimore Colts - 378,3 po utakmici
- Najviše jarda osvojenih dodavanjem: Pittsburgh Steelers - 229,3 po utakmici
- Najviše jarda osvojenih probijanjem: Cleveland Browns - 210,5 po utakmici

#### U obrani
- Najmanje primljenih poena: New York Giants - 183 (15,3 po utakmici)
- Najmanje ukupno izgubljenih jarda: Chicago Bears - 255,5 po utakmici
- Najmanje jarda izgubljenih dodavanjem: Chicago Bears - 147,4 po utakmici
- Najmanje jarda izgubljenih probijanjem: Baltimore Colts - 107,6 po utakmici

## Vanjske poveznice
- Pro-Football-Reference.com, statistika sezone 1958. u NFL-u
- NFL.com, sezona 1958.